# Усадьба Ахтенберг
Усадьба Ахтенберг (нем. Haus Achternberg) — остатки феодального поместья в районе Край города Эссен, земля Северный Рейн-Вестфалия).

## История
Дата основания усадьбы неизвестна, сохранились лишь сведения о том, что в 1421 году она перешла во владение семейства фон Арбек. С XVIII века усадьба принадлежит баронскому роду фон Вендт. После пожара 1905 года от усадьбы остались лишь въездные ворота XV века.